# Sách vàng Sáng tạo Việt Nam
Sách vàng sáng tạo Việt Nam là tuyển tập các công trình, giải pháp sáng tạo khoa học và công nghệ trên lĩnh vực đời sống, kinh tế, xã hội của đất nước; do Mặt trận Tổ quốc Việt Nam, Liên hiệp các Hội Khoa học và Kỹ thuật Việt Nam và Bộ Khoa học và Công nghệ và các cơ quan liên quan tuyển chọn, biên tập và công bố. Sách được phát hành hằng năm vào dịp kỷ niệm ngày Quốc khánh Nước Cộng hòa xã hội chủ nghĩa Việt Nam 2 tháng 9, bắt đầu từ năm 2016.

## Hoàn cảnh ra đời
Điều 21, Hiến pháp năm 1959 có nêu: “Nhà nước khuyến khích tính sáng tạo và tinh thần tích cực trong lao động của những người lao động chân tay và lao động trí óc”. Quan điểm, chủ trương, đường lối của Đảng và chính sách, pháp luật của Nhà nước về khuyến khích nhân dân tham gia các hoạt động sáng tạo trên mọi lĩnh vực đời sống xã hội tiếp tục được khẳng định trong các bản Hiến pháp 1959, 1980, 1992, 2001 và 2013.
Trong quá trình xây dựng đất nước, đã có nhiều phong trào thi đua lao động sáng tạo góp phần thực hiện thắng lợi các mục tiêu, nhiệm vụ phát triển kinh tế, văn hóa, xã hội, bảo vệ môi trường, quốc phòng, an ninh, đối ngoại và hội nhập quốc tế của đất nước được nhiều tổ chức chính trị - xã hội phát động như: Tổng Liên đoàn Lao động Việt Nam, Hội Nông dân Việt Nam, Hội Liên hiệp Phụ nữ Việt Nam, Đoàn Thanh niên Cộng sản Hồ Chí Minh, Hội Cựu chiến binh Việt Nam, Liên hiệp các Hội khoa học và kỹ thuật Việt Nam... Tuy nhiên, vẫn chưa tổ chức phát động phong trào thi đua sáng tạo trên phạm vi toàn quốc, góp phần tạo nên vòng tương tác phát triển và sáng tạo qua liên kết giữa kết quả nghiên cứu, phát minh, sáng chế với ứng dụng khoa học – công nghệ vào sản xuất, đời sống.
Thực hiện Đề án tổ chức phong trào thi đua “Đoàn kết, sáng tạo, thi đua nâng cao năng suất, chất lượng, hiệu quả và hội nhập quốc tế” nhằm đẩy mạnh thực hiện Nghị quyết Hội nghị lần thứ 6 Ban Chấp hành Trung ương Đảng khóa XI về phát triển khoa học và công nghệ phục vụ sự nghiệp công nghiệp hóa, hiện đại hóa trong điều kiện kinh tế thị trường định hướng xã hội chủ nghĩa và hội nhập quốc tế và phong trào thi đua do Thủ tướng Chính phủ phát động với chủ đề “Đoàn kết, sáng tạo, thi đua xây dựng và bảo vệ Tổ quốc” giai đoạn 2016 – 2020 nhằm phát triển, hiện đại hóa các ngành công nghiệp, nông nghiệp, dịch vụ, nâng cao năng suất lao động các ngành kinh tế và cơ quan quản lý nhà nước, nâng cao khả năng bảo vệ Tổ quốc, hình thành các sản phẩm chủ lực có tính cạnh tranh cao của các ngành kinh tế và các địa phương; đồng thời cổ vũ hoạt động sáng tạo của người Việt Nam trên mọi miền đất nước cũng như người Việt Nam ở nước ngoài, Mặt trận Tổ quốc Việt Nam tổ chức tuyển chọn, biên tập và công bố Sách vàng “Sáng tạo Việt Nam” hàng năm.

## Ý nghĩa
Việc xuất bản Sách vàng sáng tạo Việt Nam nhằm tuyên truyền, biểu dương các sáng tạo trên lĩnh vực khoa học và công nghệ; khẳng định năng lực sáng tạo, khơi dậy tinh thần yêu nước, trí tuệ của người Việt Nam thi đua sáng tạo để xây dựng và bảo vệ Tổ quốc, góp phần hình thành văn hóa sáng tạo của người Việt Nam.
Tuyên truyền, phổ biến các chính sách của Nhà nước hỗ trợ, khuyến khích hoạt động sáng tạo để các tổ chức, cá nhân vận dụng thực hiện có hiệu quả nhất cho bản thân và đất nước.

## Tên gọi
Sách được xuất bản hàng năm, tên gọi của cuốn sách hàng năm là: Sách vàng sáng tạo Việt Nam năm... (năm xuất bản).
Sách vàng Sáng tạo Việt Nam năm 2016 được xuất bản năm 2016.
Sách vàng Sáng tạo Việt Nam năm 2017 được xuất bản năm 2017.

## Nội dung
Sách chủ yếu đăng tải tóm tắt các công trình sáng tạo khoa học và công nghệ đã đạt giải thưởng trong các cuộc thi, tuyển chọn; giới thiệu kết quả ứng dụng và hiệu quả các công trình sáng tạo khoa học và công nghệ của các năm trước; danh sách các tập thể, cá nhân đoạt các giải thưởng quốc tế; các chính sách hỗ trợ và khuyến khích hoạt động sáng tạo đã ban hành ở Việt Nam.

## Công trình, giải pháp
Sách đăng tải các công trình, giải pháp sáng tạo khoa học và công nghệ trên lĩnh vực khoa học tự nhiên, khoa học công nghệ và kỹ thuật đạt các tiêu chí sau: đã đạt giải tại các cuộc thi do bộ, ngành, tổ chức thành viên Mặt trận Tổ quốc Việt Nam và các tỉnh, thành phố trực thuộc Trung ương tổ chức; có giá trị khoa học và công nghệ hoặc giá trị ứng dụng thực tiễn cao, giá trị kinh tế cao, đạt hiệu quả trong sản xuất, đời sống; được các bộ, ngành, tổ chức thành viên Mặt trận Tổ quốc Việt Nam và các tỉnh, thành phố trực thuộc Trung ương giới thiệu, đề nghị; được Hội đồng tuyển chọn đề nghị và Ban Chỉ đạo Sách vàng Sáng tạo Việt Nam thống nhất lựa chọn.
Số công trình sáng tạo khoa học và công nghệ tiêu biểu được lựa chọn ấn bản hàng năm bằng với số năm kỷ niệm ngày thành lập Nước Cộng hòa Xã hội Chủ nghĩa Việt Nam. Sách vàng Sáng tạo Việt Nam năm 2016 có 71 công trình, giải pháp tương ứng với 71 năm thành lập Nước; Sách vàng Sáng tạo Việt Nam năm 2017 có 72 công trình, giải pháp.

## Số lượng phát hành
Sách được in, xuất bản hàng năm từ 5.000 cuốn/năm trở lên để phát hành cho các cơ quan, tổ chức tham gia có nội dung tham gia; các tập thể, cá nhân có tên trong cuốn sách; các tỉnh, thành phố… và tuyên truyền trong nhân dân.
Các sách đã xuất bản:
- Sách vàng Sáng tạo Việt Nam năm 2016[5] với 71 công trình, giải pháp.
- Sách vàng Sáng tạo Việt Nam năm 2017[6] với 72 công trình, giải pháp.
- Sách vàng Sáng tạo Việt Nam năm 2018: dự kiến có 73 công trình, giải pháp.[3]